# Moon Beams
Albums de Bill Evans
How My Heart Sings!
(1962) Empathy
(1962)
Moon Beams est un album du pianiste de jazz Bill Evans paru en 1962 chez Riverside Records.

## Historique
Cet album, produit par Orrin Keepnews, a été initialement publié en 1962 par Riverside Records (RLP 428). Cet album a été réédité ultérieurement sous le titre Polka Dots and Moonbeams (Riverside, RS 3001). Les rééditions récentes utilisent le titre original.
Les titres composant ce disque ont été enregistrés au studio Sound Makers à New York en 1962 les 17 et 29 mai et le 5 juin.
Les albums Moon Beams et How My Heart Sings! ont été réalisés à partir de morceaux venant des mêmes séances d'enregistrement. Moon Beams est composé uniquement des ballades et morceaux lents ; How My Heart Sings! contient des morceaux aux tempi plus enlevés. Ces deux albums avait d'ailleurs été réunis, lors d'un réédition sous forme d'un double album, sous le titre The Second Trio (Milestone, M 47046).
Ces albums sont les premiers albums en trio enregistrés par Evans après le décès de Scott LaFaro, remplacé ici par Chuck Israels, venu des groupes de Cecil Taylor et Bud Powell. Le pianiste, très affecté par le décès de LaFaro, n'avait en effet pas enregistré de disque en trio pendant un an. Il avait par contre enregistré des disques comme sideman et un disque en duo avec Jim Hall.
La jeune femme dont on voit le visage sur la photo de couverture est le mannequin Nico, future égérie d'Andy Warhol.

## À propos de la musique
Le jeu d'Evans est plus affirmé que sur ses disques précédents, comme si, après le décès de LaFaro, le pianiste assumait seul la responsabilité de leader. Son jeu délaisse l'« impressionnisme », pour « une approche plus rythmique et musclée de l'harmonie ».
L'album s'ouvre avec RE: Person I Knew, un morceau modal évoquant les jours qu'Evans a passés avec Miles Davis.

## Titres de l’album
| No | Titre                           | Auteur                                | Durée |
| -- | ------------------------------- | ------------------------------------- | ----- |
| 1. | RE: Person I Knew               | Bill Evans                            | 5:26  |
| 2. | Polka Dots and Moonbeams (en)   | Johnny Burke, Jimmy Van Heusen        | 4:39  |
| 3. | I Fall in Love Too Easily       | Sammy Cahn, Jule Styne                | 2:29  |
| 4. | Stairway to the Stars (en)      | Matty Malneck, Mitchell Parish        | 4:34  |
| 5. | If You Could See Me Now         | Tadd Dameron                          | 4:17  |
| 6. | It Might as Well Be Spring (en) | Richard Rodgers, Oscar Hammerstein II | 5:39  |
| 7. | In Love in Vain                 | Leo Robin, Jerome Kern                | 4:36  |
| 8. | Very Early                      | Bill Evans                            | 4:40  |

## Personnel
- Bill Evans : piano
- Chuck Israels : contrebasse
- Paul Motian : batterie